# Scrophularia edelbergii
Scrophularia edelbergii är en flenörtsväxtart. Scrophularia edelbergii ingår i släktet flenörter, och familjen flenörtsväxter.

## Underarter
Arten delas in i följande underarter:
- S. e. edelbergii
- S. e. pseudodeserti